# Gottfried Christian Bose

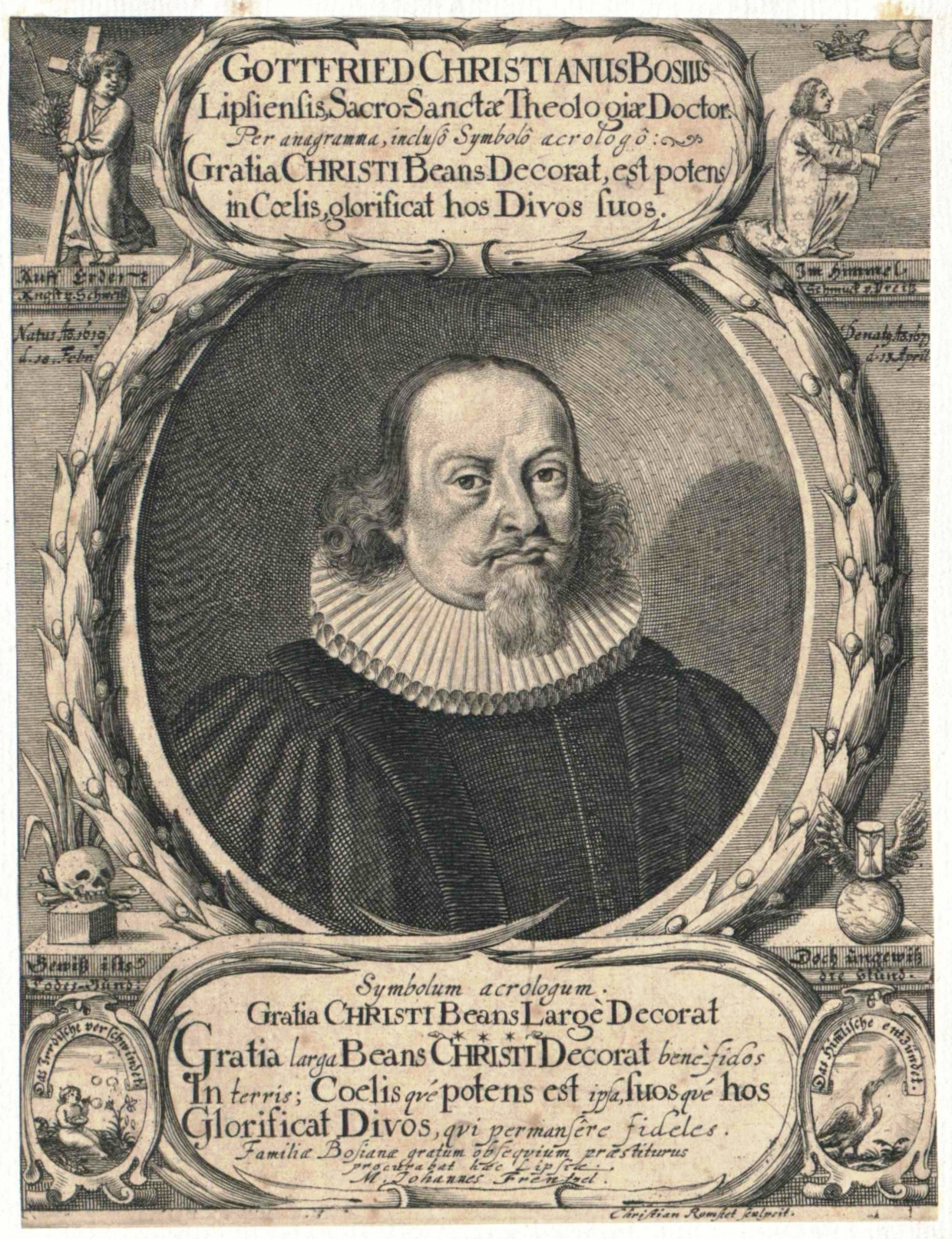
Gottfried Christian Bose

Gottfried Christian Bose (* 18. Februar 1619 in Leipzig; † 13. April 1671 ebenda) war ein deutscher lutherischer Theologe.

## Leben
Der Sohn des Bau- und Ratsherrn in Leipzig Caspar Bose (1577–1650) und der Catharina Schreiner, die Enkelin des Grimmaer Superintendenten Johann Schreiner (auch: Kalbfleisch 1487–1552), hatte zuerst in Hof und dann in Leipzig die Schule besucht. Dabei entwickelte er solche Fähigkeiten, dass er mit dreizehn Jahren 1632 die Universität Wittenberg beziehen konnte, wo Erasmus Schmidt, August Buchner, Johannes Scharff und Johann Sperling seine Lehrer wurden. 1635 wechselte er an die Universität Leipzig, wo er im gleichen Jahr das Baccalaurat erwarb. 1638 wurde er Magister der Philosophie und er konnte sich gleich danach an der Hochschule seiner Heimatstadt habilitieren.
Ab jener Zeit fokussierte er sich besonders auf ein Studium der Theologie, wozu er die Vorlesungen von Heinrich Höpfner, Samuel Lange, Johann Benedikt Carpzov I., Abraham Teller und Martin Geier frequentierte. 1639 besuchte er dazu auch wieder Wittenberg, wo Jacob Martini, Paul Röber, Wilhelm Leyser I., Johann Hülsemann, Jakob Weller und Martin Trost seine Lehrer wurden. Weitere Studien betrieb er auch an der Universität Straßburg bei Erasmus Schmidt, Johann Georg Dorsche und Johann Konrad Danhauer.
1643 reiste er über Marburg, Nürnberg und Altdorf nach Kopenhagen sowie in die Niederlande und nach Brabant. Zurückgekehrt nach Wittenberg, reiste er mit Hülsemann zum Thorner Religionsgespräch und wurde 1649 Diakon an der St. Nicolaikirche in Leipzig. 1663 erwarb er das Lizentiat der Theologie in Leipzig und stieg 1668 zum Archidiakon an der St. Thomaskirche auf. Im selben Jahr wurde er Doktor der Theologie.
Aus seiner am 3. September 1649 geschlossenen Ehe mit Regina, der Tochter des Leipziger Rechtsanwalts Wilhelm Rudolph, sind zwei Töchter hervorgegangen, die beide jung verstarben.